# فريدريك إف. هنري
فريدريك إف. هنري (بالإنجليزية: Frederick F. Henry)‏ هو عسكري أمريكي، ولد في 23 سبتمبر 1919 في فيان (أوكلاهوما) في الولايات المتحدة، وتوفي في 1 سبتمبر 1950 في آندونغ في كوريا الجنوبية.